# ボスニア・ヘルツェゴビナ共和国軍
ボスニア・ヘルツェゴビナ共和国軍（ボスニア・ヘルツェゴビナきょうわこくぐん、ボスニア語・クロアチア語・セルビア語:Armija Republike Bosne i Hercegovine; ARBiH）は、ボスニア・ヘルツェゴビナ紛争勃発後の1992年に創設されたボスニア・ヘルツェゴビナの国軍。1995年のデイトン合意による紛争終結後は、ARBiHはボスニア・ヘルツェゴビナ連邦軍に再編された。2005年、スルプスカ共和国軍（VRS）とボスニア・ヘルツェゴビナ連邦軍は統合され、ボスニア・ヘルツェゴビナ軍となった。

## 歴史

### 創設
ボスニア・ヘルツェゴビナ共和国軍は、1992年4月15日、ボスニア・ヘルツェゴビナ紛争のさなかに創設された。ARBiHが創設されるまでの間は、数多くの準軍事組織や民間防衛団体が防衛にあたっていた。ARBiH結成前は、愛国同盟（PL）やボスニア・ヘルツェゴビナ共和国領土防衛軍（TORBiH）が公式の軍となり、また「緑ベレー帽」や「コクチョウ」などの部隊が設けられた。このほかに非正規の戦力として、犯罪組織や警察、元ユーゴスラビア人民軍の兵士などがあった。
ボスニア・ヘルツェゴビナの正規軍は劣悪な状況下で創設され、武器の供給はきわめて限られていた。戦車や他の重火器などが致命的に欠如していた。ARBiHの最初の司令官はセフェル・ハリロヴィッチであった。

### 1992年
1992年、ボスニア・ヘルツェゴビナの70%はユーゴスラビア人民軍（JNA）の支配下にあった。セルビア人の武装勢力であるスルプスカ共和国軍（VRS）はユーゴスラビア人民軍の撤退後、その人員や兵器の多くを引き継ぎ、ボスニア・ヘルツェゴビナ領内で圧倒的優位にたった。首都のサラエヴォは包囲下に置かれた。ARBiHは軽武装のみでサラエヴォ防衛にあたった。サラエヴォの町と、サラエヴォを守る軍団は完全に周囲をセルビア人勢力に包囲され、補給は不可能か、あるいは困難な状態が続いた。

### 1993年-1994年
1993年、セルビア人勢力との間に大きな前線の変化はなかった。かわって、この年はクロアチア人勢力との戦闘が激化した。中央ボスニアやヘルツェゴビナ地方、特にモスタル周辺地域ではクロアチア人勢力との間で激しい戦闘が行われた。一方で重武装のセルビア人勢力の圧迫を受けながら、他方ではクロアチア人の武装勢力・クロアチア防衛評議会（HVO）は、それまでのセルビア人との戦いから転じてボスニア・ヘルツェゴビナ共和国軍の支配地域への進攻をはじめた。セルビア大統領のスロボダン・ミロシェヴィッチとクロアチア大統領のフラニョ・トゥジマンとの間で行われたカラジョルジェヴォ会談では、ボスニア・ヘルツェゴビナを両国が分割支配する計画について話し合われた。この計画でクロアチア人のものとされた地域がボスニア・ヘルツェゴビナ共和国軍の支配下にあったことから、クロアチア防衛評議会はこれを占領して計画を実現しようとした。クロアチア防衛評議会はクロアチア本国からの莫大な支援と、セルビア人勢力からの物資供給を受け、ヘルツェゴビナや中央ボスニア地方でボシュニャク人の市民を攻撃し、ボシュニャク人に対する民族浄化を進めた（ラシュヴァ渓谷の民族浄化など）。ボスニア・ヘルツェゴビナ共和国軍は貧弱な装備のまま、クロアチア人・セルビア人の勢力に対する二正面作戦を余儀なくされ、全方面で前線の後退を許すこととなった。このとき、地理的な位置関係によって、ボスニア・ヘルツェゴビナ共和国軍はクロアチア人とセルビア人によって完全に包囲されていた。武器や食糧を輸入する術もなかった。このときのボスニアを救ったのは、武器製造に転用された、巨大な製鉄・重工業の産業地帯であった。クロアチア人勢力とボスニア政府との戦闘は、アメリカ合衆国の調停によるワシントン合意が成立するまで続いた。この時点を境に、クロアチア人勢力とボスニア政府との戦いは停止し、両者は共同してセルビア人勢力との戦いに向かうことになる。
ボスニア・ヘルツェゴビナ共和国軍とクロアチア防衛評議会の合同により、かつてのユーゴスラビア人民軍を引き継ぎ圧倒的に装備の面で勝るスルプスカ共和国軍に立ち向かう体制が整えられた。

### 1995年
ボスニア政府支配地域の飛地となっていたスレブレニツァやジェパがセルビア人勢力の手に落ちると、スレブレニツァの虐殺などの凄惨な民族浄化が行われた。1995年はまた、ボスニア・ヘルツェゴビナ共和国軍とクロアチア防衛評議会による攻勢に、後にNATOが加わった。クロアチアからはクロアチア共和国軍が投入され、ボスニア・ヘルツェゴビナ共和国軍やクロアチア防衛評議会とともに、セルビア人勢力に対する一連の攻勢「稲妻作戦」、「'95夏作戦」、「嵐作戦」、「ミストラル作戦」などが行われた。ボスニア・ヘルツェゴビナ共和国軍はさらにサナ作戦、'95ウナ作戦と続いた。ボスニア政府とクロアチア人勢力による一連の攻勢によって、西部ボスニアの大部分を制圧し、セルビア人勢力の事実上の首都であるバニャ・ルカに迫った。これによってデイトン和平合意が達成され、流血は終わりを迎えた。
1995年8月から12月にかけて、セルビア人勢力は攻撃を受け、大きく後退した。クロアチア人が多数を占める西部ボスニアや西部ヘルツェゴビナからはセルビア人勢力は一掃された。第二次マルカレ虐殺に続いて、NATOによる介入が始まり、スルプスカ共和国軍のインフラストラクチャーを破壊した。紛争はデイトン和平合意によって終結した。

## 組織
ARBiHは軍団に別れ、それぞれ別の領域の防衛に当たっていた。1993年、ほとんどの旅団は山岳部隊に改名された。これは、重火器の欠如により、歩兵部隊と機甲部隊とを区別する理由が無かったことによる。加えて、ボスニア・ヘルツェゴビナの地形は、機甲・機械化戦力よりも軽武装の山岳戦力に向いている。

### 軍団
| 名称                  | 本部                        | 担当地域                                                                            | 設立       |
| --------------------- | --------------------------- | ----------------------------------------------------------------------------------- | ---------- |
| 第1軍団               | サラエヴォ                  | サラエヴォ県、ボスニア＝ポドリニェ県                                                | 1992年4月  |
| 第2軍団               | トゥズラ                    | トゥズラ県、ビイェリナ地方、ドボイ地方、 ヴラセニツァ地方、サラエヴォ＝ロマニヤ地方 | 1992年4月  |
| 第3軍団               | ゼニツァ                    | ゼニツァ＝ドボイ県、中央ボスニア県、バニャ・ルカ地方                                | 1992年4月  |
| 第4軍団               | モスタル                    | ヘルツェゴビナ＝ネレトヴァ県                                                        | 1992年4月  |
| 第5軍団               | ビハチ                      | ウナ＝サナ県                                                                        | 1992年4月  |
| 第6軍団               | コニツ                      | ボスニア北部                                                                        | 1994年2月  |
| 第7軍団               | トラヴニク                  | ボスニア西部                                                                        | 1994年2月  |
| 東部ボスニア 作戦集団 | ゴラジュデ、 スレブレニツァ | ボスニア東部                                                                        | 1992年11月 |

## 装備
拳銃
- ツァスタバ CZ99
- トカレフ TT

短機関銃
- トンプソン
- H&K MP5A3 - 鹵獲・密輸品。主に憲兵が使用。
- Vz.61 スコーピオン

小銃
- ツァスタバ M70
- ツァスタバ M80 - 鹵獲品。
- AK-47
- AK-103
- H&K HK33
- H&K G3
- M16A2

機関銃
- グロスフス MG42 - 第二次世界大戦時のものを使用。
- ツァスタバ M53 - ユーゴスラビア人民軍からの鹵獲品。
- ツァスタバ M72
- ツァスタバ M84
- M60
- ブローニング M2 - 鹵獲品。
- DShK38 - 鹵獲・密輸品。
- NSV - 鹵獲品。

狙撃銃
- ツァスタバ M48
- ツァスタバ M76
- ツァスタバ M91
- PAP M59/66

対戦車兵器
- M79 Osa
- M80 Zolja
- RPG-7
- 9M14 マリュートカ
- HJ-8 - 1993年-1995年にかけてISIから給与された。

機関砲
- ボフォース 40mm機関砲
- ZU-23-2 23mm機関砲

榴弾砲・カノン砲
- D-20 152mm榴弾砲
- D-30J 122mm榴弾砲 - 鹵獲品。
- M-46 130mmカノン砲

戦車
- M-84 - 3両。鹵獲品。
- T-55 - 156両
- T-34 - 46両
- AMX-30B2 - 55両
- M60A3 パットン - 56両
- PT-76 - 12両。この内、少なくとも2両は鹵獲品。

歩兵戦闘車
- BVP M-80 - 160両
- AMX-10P - 67両

偵察戦闘車
- BRDM-2 - 60両
- AMX-10RC - 20両

装甲兵員輸送車
- BOV-2 - 100両
- BOV-VP - 25両。スルプスカ共和国軍からの鹵獲品。
- M-60P装甲兵員輸送車
- BTR-50 - 26両
- M113A2 - 100両

自走榴弾砲
- 2S1 グヴォズジーカ - 10両
- M36ジャクソン - 120両
- M18 ヘルキャット

自走式対空砲
- BOV-3 - 65両
- ZSU-57-2 - 10両
- M53/59プラガ - 5両

多連装ロケット砲
- 63式107mmロケット砲
- BM-21 グラート
- M-63 プラメン-A - 170両
- M-63 プラメン-R - 25両
- M-77 オガンジ - 22両
- M-87 オルカン - 3両

航空機・ヘリコプター
- Mi-8 - 8機
- Mi-17 - 5機
- Mi-24 - 5機
- SA 341 - 2機（ユーゴスラビア人民軍からの鹵獲）
- Lola Utva 75 - 3機
- MiG-21 - 5機（1991年以降は不稼働）

## 関連文献
- Hoare, Marko Attila, How Bosnia Armed, London: Saqi, 2004
- Magas, Branka and Ivo Zanic, The War in Croatia and Bosnia-Herzegovina, 1991-1995, London: Frank Cass, 2001
- Divjak, Jovan, Sarajevo, Mon Amour, Paris: Buchet Chastel, 2004
- 佐原徹哉 (2008-03-20). ボスニア内戦 グローバリゼーションとカオスの民族化. 日本、東京: 有志舎. ISBN 978-4-903426-12-9
- 千田善 (2002-11-21). なぜ戦争は終わらないか ユーゴ問題で民族・紛争・国際政治を考える. 日本: みすず書房. ISBN 4-622-07014-6